# 戰慄時空2首部曲：浩劫重生
《戰慄時空2首部曲：浩劫重生》（中国大陆又译作）是2004年第一人稱射擊遊戲《戰慄時空2》續作三部曲中的第一部，由Valve開發並且於2006年6月1日發行。最初本作原訂名為《浩劫重生》（Aftermath），而後維爾福將本作定位為續集遊戲而重新命名為《首部曲：浩劫重生》（Episode One）。本作與前作同樣採用Source引擎，但展示了新的光影動畫技術，以及強化的人工智慧。
本作的故事緊接在《戰慄時空2》後。由於在前作中高登·弗里曼摧毀了城塔反應爐引起強烈爆炸，使得城塔的核心極不穩定，隨時都有崩解的可能，高登必須連同艾莉絲盡速撤離17號城（City 17）。而遊戲最後主角高登與艾莉絲的命運，則又會在本作的續集《戰慄時空2：二部曲》中揭曉。
遊戲開發商Valve認為《戰慄時空2》三部曲的三部作品都可以獨立發行，而本作則被收錄在一個五合一遊戲包《橘盒》中發行，該遊戲包另外收錄《戰慄時空2》、《戰慄時空2：二部曲》、《傳送門》與《絕地要塞2》。本作在發行後佳評如潮，許多評論主要讚賞遊戲內主角與搭檔間的互動合作。不過評論家普遍認為遊戲長度太短，並不值得遊戲所標定的價格。

## 遊戲玩法
本作與系列之前的作品一樣都是第一人稱射擊遊戲，遊戲劇情由一連串的章節串連，玩家在沿途上會遇到各類敵人與盟友。遊戲間玩家除了要戰鬥外，也必須解決一些考智難題才能繼續遊戲。遊戲內也有新的操作動作（如按Shift會衝刺），而為了能保持劇情的連貫性，會有特殊的教學任務讓玩家快速上手。遊戲時，畫面左下方至右下方分別是生命值、防護衣電量顯示與武器彈藥量。在遊戲中，玩家會拿到各種武器用來打擊敵人。另外在遊戲剛開始時，玩家就可以拿到遊戲的代表武器重力槍，重力槍是玩家解決考智難關的好幫手，而強化後的重力槍更可以用來與敵人戰鬥。
遊戲主角高登的夥伴艾莉絲·凡斯在本作中有相當重要的地位，因此開發團隊特別為其設計一套人工智慧。開發團隊為了強調其獨特性，形容艾莉絲的程式代碼為「人性化的」，與其他角色的人工智慧代碼作對比。遊戲內的艾莉絲不會像其他角色一樣，重複同樣的台詞或是在戰鬥時採取相同的路線。舉例而言，在地下的場景中，玩家可以打開手電筒讓艾莉絲對付敵人，達到節省彈藥的目的。另外，艾莉絲在戰鬥時也會在戰略位置就位，或是在激烈駁火中掩護玩家到達特定目的地。

## 遊戲概要

### 背景
在系列的第一部作品《戰慄時空》中，場景設置在一個偏僻的地下秘密研究所黑色高地，玩家扮演理論物理學家高登·弗里曼，由於在一次的實驗中發生重大事故，開啟地球與Xen的傳送通道，引發許多充滿敵意的外星生物入侵研究所。在逃離了研究所、關閉傳送通道後，高登接受了一名神秘男子G-Man的聘僱，並且被暫時封印起來。
《戰慄時空2》故事則接續在《戰慄時空》後，高登·弗里曼被G-Man以不明理由傳送至17號城（City 17）的一列火車上，此時地球已經被一個外星種族合成人（Transhuman）所統治。玩家又再次扮演高登對抗合成人及人類總管瓦勒斯·布林（Wallace Breen），而這次高登的盟友包括人類反抗軍的首領伊萊·凡斯，是他昔日黑色高地的同事；艾莉絲·凡斯，伊萊的女兒；弗地崗人（Vortigaunt），被高登解放的外星種族。在《戰慄時空2》最後，高登摧毀了合成人總部城塔（Citadel）頂端的暗能量反應爐，引起劇烈爆炸並且波及至自己與艾莉絲，此時G-Man又再次出現。他讚賞高登所作的表現，將高登帶離了爆炸現場並且再度將他封印起來。

### 劇情
本作的劇情緊接在《戰慄時空2》後。正當高登被G-Man抽離爆炸現場，而艾莉絲有生命危險時，時間暫停並且出現了數隻紫色弗地崗人。他們利用傳送能力成功將艾莉絲帶離爆炸現場，並且干擾G-Man的行動，強行將高登脫離G-Man的控制，而這也惹的G-Man不高興。

艾莉絲透過連絡裝置與克萊納博士對話，從圖中還可看出HDR光影技術以及Phong著色法。

高登被傳送至城塔外的廢墟，甦醒後與同樣被傳送到附近的艾莉絲會合。艾莉絲成功聯絡上的她的父親伊萊·凡斯與艾薩克·克萊納博士，而他們兩人都已經逃出17號城。克萊納告知艾莉絲城塔的核心隨時都有可能爆炸，而且威力足以摧毀整座17號城，高登與艾莉絲唯一能夠逃離的辦法是設法進入城塔內部暫緩核心的融化反應，爭取逃出來的時間。身為父親的伊萊雖然不放心女兒涉險，但情況並沒有第二選擇，他只好同意女兒的行動。
高登與艾莉絲重新進入城塔內部，並且試圖穩定核心反應。高登重新啟動核心的包圍系統，成功延緩核心的爆炸時間。艾莉絲發現合成人為了傳送一項很重要的資料——告知合成人母星地球發生的事變以呼叫支援，而企圖加速城塔的毀滅，而艾莉絲成功盜取了資料，但也成了合成人的首要目標。最後，高登與艾莉絲搭上離開的火車逃離了城塔。
列車不幸出軌，迫使高登與艾莉絲必須徒步離開17號城，他們必須穿越老舊的地鐵站，與分散的合成人以及猖獗的獅蟻群、殭屍群戰鬥，這其中還多了棘手的敵人合成人殭屍（Zombine）。高登與艾莉絲二人逃離了地鐵站到達地面，發現克萊納正利用宣傳系統告知市民接踵而來的危機，所有市民必須盡速撤離17號城。高登與艾莉絲在經歷與合成人的戰鬥後與巴尼（Barney）及其帶領的反抗軍會合，而為了掩護巴尼等人平安到達火車站，高登與艾莉絲決定採取不同路線吸引合成人的注意。
在將所有人送進火車站後，高登與艾莉絲決定搭乘不同班火車以確保其他人的安全。隨著兩人搭乘的列車逐漸遠離17號城，城塔的核心終於爆炸，並且將資料傳送出去。劇烈的爆炸威力趕上火車並且使得火車出軌，玩家最後聽到的是一連串的金屬聲，以及艾莉絲呼叫高登的名字，而兩人接下來的命運又會在《戰慄時空2：二部曲》中揭曉。

## 開發
《戰慄時空2首部曲：浩劫重生》是《戰慄時空2》續作三部曲的第一部，當初Valve是在2006年2月宣布系列將以三部曲形式呈現接下來的故事。《戰慄時空》與《戰慄時空2》的劇情對話大部分出自Valve聘用作家馬可·雷德洛（Marc Laidlaw）之手，不過三部曲的劇情則是由雷德洛聯同艾瑞克·沃包（Eric Wolpaw）與夏特·費利斯杰（Chet Feliszek）構思。
Valve向外界宣稱本作的開發重點是角色塑造，特別是高登的夥伴艾莉絲，在遊戲中她幾乎全程伴隨玩家戰鬥。開發主管羅賓·沃克（Robin Walker）對此則在2005年5月的《PC Gamer UK》的遊戲宣傳訪談中談道：「儘管《戰慄時空2》的事件牽涉到很多人的命運，但諷刺的是主角大部分時間是孤身戰鬥的。」遊戲的主要編劇雷德洛也早在遊戲發布前預告艾莉絲在遊戲中的重要性。
不像《戰慄時空》的資料片採用不同人物的視角看待整個事件，本作讓玩家再次扮演高登·弗里曼。Valve也決定由自家開發本作，不像《戰慄時空》的資料片交由委外的廠商開發。開發團隊認為當初用來開發《戰慄時空2》的工具與材料都很成熟，而且他們對於開發《戰慄時空2》接下來的故事顯然樂在其中。
由於艾莉絲對於劇情的重要性，開發團隊特別修改其AI以配合玩家行動。艾莉絲除了具有出色的戰鬥力外，還會指引玩家接下來的行動，透過對話讓玩家理解接下來的目標。開發團隊強調他們的目標不僅是讓玩家多了一個可信的夥伴，而是讓艾莉絲能夠有效地幫助玩家。開發團隊希望玩家能夠在無後顧之憂下主導自己的步調與節奏，也就是說開發團隊必須在整個遊戲中平均分配艾莉絲與玩家間的對話，讓玩家能夠在沒有壓力的情況下完成任務，同時又不會對艾莉絲的存在感到突兀。另外開發團隊在遊戲中也置入了許多的「英雄時刻」——當玩家獨自消滅棘手的敵人時，艾莉絲會讚賞玩家的表現以滿足玩家的成就感。遊戲測試方面，開發團隊也多次動用許多人幫忙測試遊戲的劇情及難度。
本作所使用的是強化過的Source引擎，除了有更先進了光影效果，同時也對人物表情動畫技術做出提升。遊戲中敵人的AI也有所提升，合成人也開始會採取一些戰術及技巧，例如當合成人受到攻擊時會蹲下以試圖避開火線。遊戲音樂方面，全部都由凱力·貝利（Kelly Bailey）操刀製作，不過實際上音樂出現的次數並不多，其主要會在玩家經歷激烈戰鬥或是新敵人出現時播放。
雖然本作沒有引進新的場景，但是Valve卻大幅度修改了17號城的樣貌，反映出遊戲世界的變化，同時提醒玩家任何行動都會對這個世界造成重大影響。例如城塔在前作中是一座氣勢磅礡、高聳入雲的合成人要塞，在本作中卻成為隨時都有可能崩解的危險核心。視覺上的差異暗示玩家這都是由玩家所引起，而隨時都有可能爆炸的城塔核心更成為遊戲中最大的危機。另外，城塔的衰敗同時也象徵合成人統治勢力的式微。同樣地，17號城內多棟遭破壞殘敗的建築，也反映出人類反抗軍起義的事實，而許多不該出現在17號城的殭屍或獅蟻，也強調了這場戰亂的規模。

## 發行與評價
| 汇总媒体     | 得分   |
| ------------ | ------ |
| GameRankings | 85.82% |
| Metacritic   | 87/100 |

| 媒体            | 得分   |
| --------------- | ------ |
| Edge            | 80%    |
| Game Revolution | B      |
| GameSpot        | 8/10   |
| GameSpy         | [ 27 ] |
| IGN             | 8.5/10 |
| PC Gamer英国    | 90%    |
| PC Gamer美国    | 85%    |

遊戲發售後，玩家可以在市面上購買或是透過Steam網路平台購買。在市面上可以購買遊戲的零售版，或是購買《戰慄時空2》白金版獲得遊戲。2006年5月1日，玩家已經可以透過Steam預購遊戲並且預載檔案，而預購遊戲的玩家可以立刻下載《戰慄時空2：死鬥模式》與《戰慄時空死鬥模式：次世代》進行遊戲。遊戲也同時被收錄在遊戲包《橘盒》中，該產品另外收錄《戰慄時空2》、《戰慄時空2：二部曲》、《傳送門》與《絕地要塞2》，遊戲也藉此移植到Xbox 360與PlayStation 3平台。到2008年為止，遊戲的零售版銷售量估計達到140萬套。
《戰慄時空2首部曲：浩劫重生》獲得多數遊戲評論家的好評，其比前作《戰慄時空2》更精細複雜、步調適宜的遊戲體驗備受褒獎。遊戲內玩家與角色的互動，尤其是女主角艾莉絲的AI設計更獲得多數評論家的讚揚。PC Gamer指出：「或許《首部曲》不及《戰慄時空2》所設下的遊戲標準，但我想不會有任何射擊迷想要錯過本作。」PC Gamer UK則對遊戲內考智難關與戰鬥的平衡性表示滿意。澳洲遊戲雜誌《PC Powerplay》給予遊戲滿分評價。《Edge》雜誌給予正面評價，並且稱讚艾莉絲對於遊戲的重要性。遊戲在知名評論汇总網站GameRankings與Metacritic分別得到85.82與87分。IGN頒給遊戲「2006年最佳電腦第一人稱射擊遊戲」，說道：「雖然遊戲沒有帶來像《戰慄時空2》的完整體驗，但仍是Valve續集計畫中出色的開路先鋒」。GameSpy將遊戲列為「2006年最佳遊戲」第九名，同時再次讚揚艾莉絲的能力與重要性。
遊戲的負評主要集中於劇情的長度，整個遊戲基本上只要4至6小時就可結束，許多人認為遊戲並不符合其所標定的價格。另外《電腦遊戲雜誌》（Computer Games Magazine）質疑三部曲的劇情可能會越走越偏，而身為首部曲的本作，最後將會淪為無足輕重的地位；Game Revolution則對遊戲沒有新武器或是新場景而感到失望
。